# Nat King Cole
Nat King Cole (eg. Nathaniel Adams Coles), född 17 mars 1919 i Montgomery, Alabama, död 15 februari 1965 i Santa Monica, Kalifornien, var en populär amerikansk jazzpianist och jazzsångare. Nat King Cole är dock mest känd som crooner för långsamma mjukt sjungna låtar. 
Cole uppträdde i Sverige 1950 och 1954.
Hans dotter Natalie Cole var också artist, och har bland annat sjungit in faderns sånger på skiva. Hennes inspelning av låten "Unforgettable", som använde en gammal inspelning och modern teknik för att låta henne göra en duett med den avlidne fadern, väckte stor uppmärksamhet.
Nat King Cole invaldes i Rock and Roll Hall of Fame år 2000.
Cole avled 15 februari 1965 i sviterna av lungcancer.

## Barndom
Nathaniel Adams Coles föddes i Montgomery, Alabama, den 17 mars 1919. Han hade tre bröder: Eddie (1910–1970), Ike (1927–2001) och Freddy (1931–2020), och en halvsyster, Joyce Coles. Var och en av Cole-bröderna gjorde karriärer inom musik.  När Nat King Cole var fyra år gammal flyttade familjen till Chicago, Illinois, där hans far, Edward Coles, blev baptistpredikant.
Cole lärde sig att spela orgel av sin mamma, Perlina Coles, kyrkans organist. Hans första föreställning var "Yes! We Have No Bananas" vid fyra års ålder. Han började formella lektioner vid tolv års ålder och lärde sig jazz, gospel och klassisk musik på piano "från Johann Sebastian Bach till Sergej Rachmaninov." Som ung gick han med i "Bud Billiken Club"-band för The Chicago Defender.
Familjen Cole flyttade till stadsdelen Bronzeville i Chicago, där han deltog i Wendell Phillips Academy High School, den skola där Sam Cooke gick några år senare.  Cole deltog i Walter Dyetts musikprogram vid DuSable High School. Han smög ut från huset för att besöka klubbar och satt ute för att höra Louis Armstrong, Earl Hines och Jimmie Noone.

## Tidig karriär

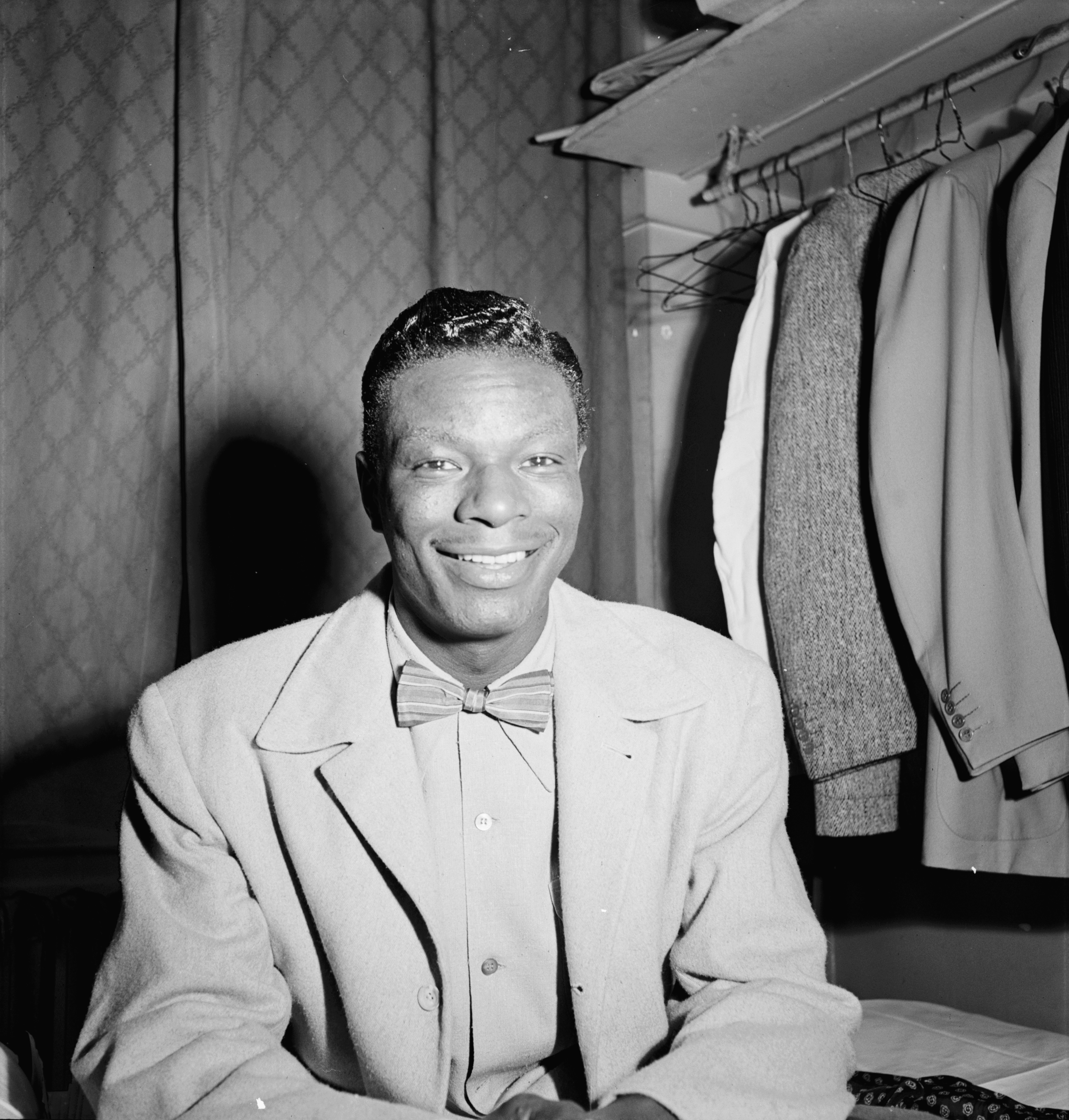
Foto av Nat King Cole, Paramount Theater, New York City, november 1946

När han var 15 år lämnade Cole gymnasiet för att få en musikkarriär. Sedan hans bror Eddie, en basist, kom hem från turné med Noble Sissle, bildade de en sextett och spelade in två singlar för Decca 1936 som Eddie Coles Swingsters. De uppträdde i musikalen Shuffle Along. Nat Cole åkte på turné med musikalen. År 1937 gifte han sig med Nadine Robinson, som var medlem i sällskapet. Sedan showen hade slutat i Los Angeles bosatte sig Cole och Nadine där, medan han letade efter arbete. Han ledde ett storband och hittade sedan arbete som pianist på nattklubbar. När en klubbägare bad honom att bilda ett band anställde han basisten Wesley Prince och gitarristen Oscar Moore. De kallade sig King Cole Swingsters efter ett barnrim där "Old King Cole was a merry old soul." De bytte namn till King Cole Trio innan de gjorde transkriptionsskivor och spelade in för små skivbolag.
Cole spelade in "Sweet Lorraine" 1940, och det blev hans första hit. Enligt legenden började hans karriär som sångare när en berusad barvakt krävde att han skulle sjunga låten. Cole sade att den här historien lät bra, så han argumenterade inte med den. Det var faktiskt en kund en natt som krävde att han skulle sjunga, men eftersom det var en låt som Cole inte kände till, sjöng han istället "Sweet Lorraine". När folk hörde Coles sångtalang begärde de fler sånger, och han var tvungen att sjunga.

## Karriär som vokalist
1941 spelade trion in "That Ain't Right" för Decca, följt nästa år av "All for You" för skivbolaget Excelsior. De spelade också in "I'm Lost", en låt skriven av Otis René, ägaren till Excelsior.
Cole uppträdde i den första Jazz at the Philharmonic-konserterna 1944. Han omnämndes av Mercury Records som "Shorty Nadine", en avledning av hans frus namn, eftersom han hade ett exklusivt kontrakt med Capitol sedan han undertecknade för dem året innan. Han spelade in med Illinois Jacquet och Lester Young.

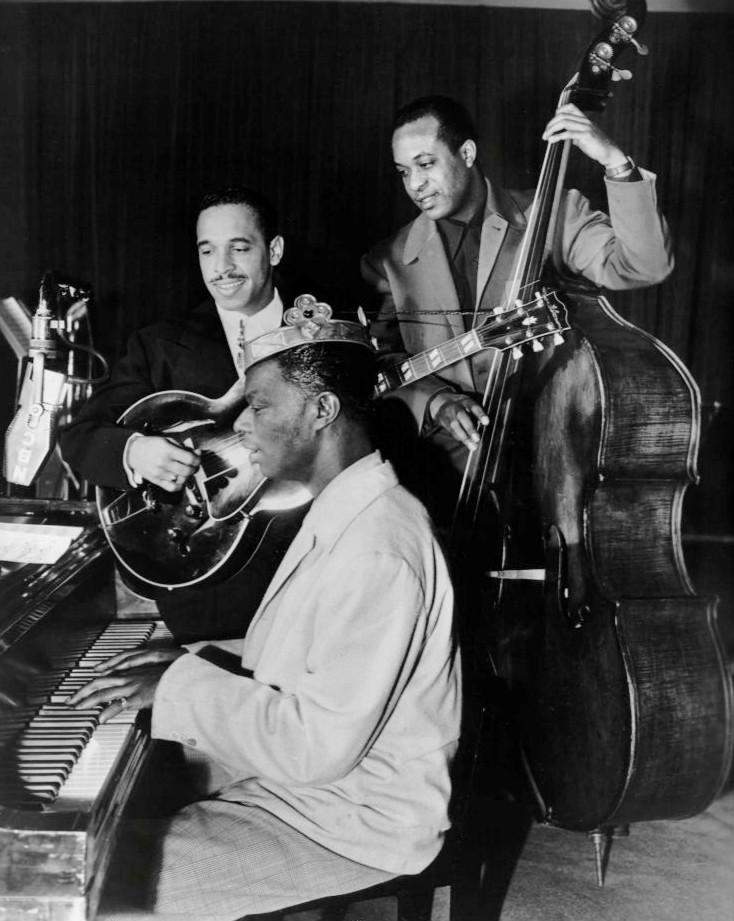
King Cole Trio Time på NBC med Cole på piano, Oscar Moore på gitarr och Johnny Miller på dubbelbas, 1947

1946 sände trion King Cole Trio Time ett 15-minuters radioprogram. Detta var det första radioprogram som sponsrades av en svart musiker. Mellan 1946 och 1948 spelade trion in radiotranskriptioner för Capitol Records Transcription Service. De uppträdde också i radioprogrammen Swing Soiree, Old Gold, The Chesterfield Supper Club, Kraft Music Hall och The Orson Welles Almanac.
Cole började spela in och framföra poporienterat material där han ofta åtföljdes av en stråkorkester. Hans ställning som  populär stjärna cementerades av hits som "All for You" (1943), "The Christmas Song" (1947), "(Get Your Kicks on) Route 66", "(I Love You) for sentimental reasons" (1946), "There! I've Said It Again" (1947), "Nature Boy" (1948), "Frosty The Snowman", "Mona Lisa" (nr 1-låt från 1950), "Orange colored Sky" (1950), "Too Young" (låt nr 1 1951).
Den 7 juni 1953 uppträdde Cole för den berömda nionde Cavalcade of Jazz-konserten som hölls på Wrigley Field i Chicago, producerad av Leon Hefflin, Sr. och hans mexikanska Jazzmen, och Louis Armstrong och hans All Stars med Velma Middleton. [29] [30]
Den 5 november 1956 debuterade Nat 'King' Cole Show på NBC. Programmet var ett av de första där värdarna var afroamerikaner. Från början var programmet femton minuter långt, men utökades till en halvtimme i juli 1957. Rheingold Beer var regional sponsor, men saknade nationell sponsor. Showen hade ekonomiska problem, trots ansträngningar från NBC, Harry Belafonte, Tony Bennett, Ella Fitzgerald, Eartha Kitt, Frankie Laine, Peggy Lee och Mel Tormé.  Cole bestämde sig för att avsluta programmet. Det sista avsnittet sändes den 17 december 1957. Cole kommenterade bristen på sponsring och sade strax efter att det hade avslutats: "Madison Avenue är rädda för det mörka."
Under hela 1950-talet fortsatte Cole att spela in hits som sålde miljoner över hela världen, som "Smile", "Pretend", "A Blossom Fell" och "If I May". Hans pophits var samarbeten med Nelson Riddle, Gordon Jenkins och Ralph Carmichael. Riddle arrangerade flera av Coles 1950-album, inklusive Nat King Cole Sings for Two in Love (1953), hans första 10-tums LP. 1955 nådde "Darling, Je Vous Aime Beaucoup" nummer 7 på Billboard-listan. Love Is the Thing blev nummer ett på listan i april 1957.
1959 fick han ett Grammy Award for Best Performance By a "Top 40" Artist för "Midnight Flyer".

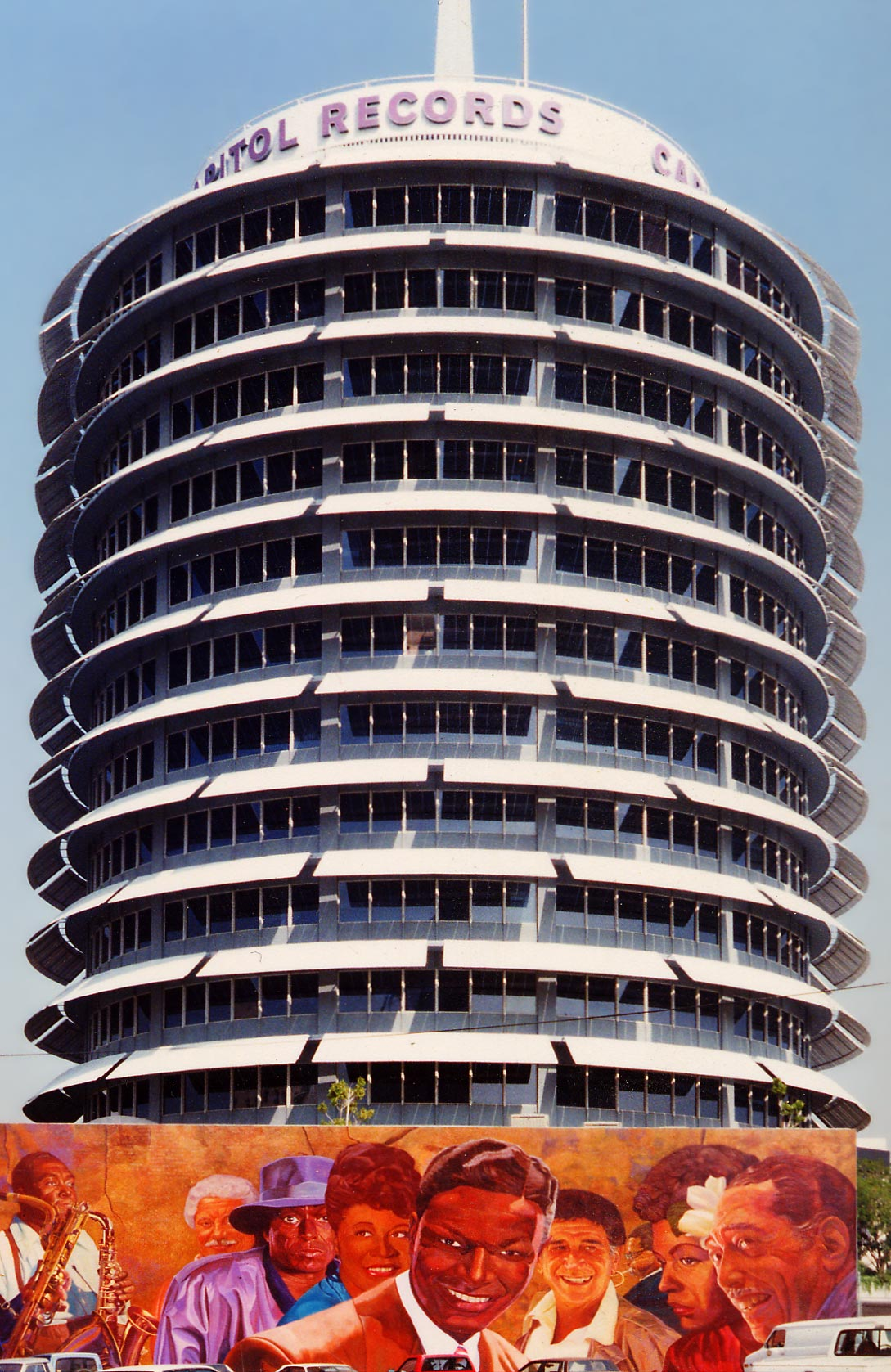
Capitol Records Building, känt som "Huset Nat som byggde" på Vine Street

## Diskografi i urval

### Studioalbum
- The King Cole Trio (1945)
- The King Cole Trio, Volume 2 (1946)
- The King Cole Trio, Volume 3 (1947)
- The King Cole Trio, Volume 4 (1949)
- Nat King Cole at the Piano (1950)
- King Cole for Kids (1951)
- Penthouse Serenade (1952)
- Top Pops (1952)
- Harvest of Hits (1952)
- Unforgettable (1954)
- Penthouse Serenade (1955)
- Nat King Cole Sings for Two in Love (1955)
- The Piano Style of Nat King Cole (1955)
- After Midnight (1957)
- Just One of Those Things (1957)
- Love Is the Thing (1957)
- Cole Español (1958)
- St. Louis Blues (1958)
- The Very Thought of You (1958)
- To Whom It May Concern (1958)
- Welcome to the Club (1958)
- A Mis Amigos (1959)
- Tell Me All About Yourself (1960)
- Every Time I Feel the Spirit (1960)
- Wild Is Love (1960)
- The Magic of Christmas (1960)
- The Nat King Cole Story (1961)
- The Touch of Your Lips (1961)
- Nat King Cole Sings/George Shearing Plays (1962)
- Ramblin' Rose (1962)
- Dear Lonely Hearts (1962)
- More Cole Español (1962)
- Those Lazy-Hazy-Crazy Days of Summer (1963)
- Where Did Everyone Go? (1963)
- Nat King Cole Sings My Fair Lady (1964)
- Let's Face the Music! (1964, recorded 1961)
- I Don't Want to Be Hurt Anymore (1964)
- L-O-V-E (1965)